# Hermacha brevicauda
Espèce
Synonymes
- Pionothele capensis Zonstein, 2016

Hermacha brevicauda est une espèce d'araignées mygalomorphes de la famille des Entypesidae.

## Distribution
Cette espèce est endémique du Cap-Occidental en Afrique du Sud,. Elle se rencontre vers Le Cap.

## Description
Le mâle syntype mesure 14,5 mm.
Le mâle décrit par Ríos-Tamayo, Engelbrecht et Goloboff en 2021 mesure 13,22 mm.

## Publication originale
- Purcell, 1903 : « New South African spiders of the families Migidae, Ctenizidae, Barychelidae Dipluridae, and Lycosidae. » Annals of the South African Museum, vol. 3, p. 69-142 (texte intégral).